# 望月桂
望月 桂（もちづき かつら、1887年（明治20年）1月11日 - 1975年（昭和50年）12月13日）は、アナキストの画家、デザイナー、漫画家である。漫画家としては筆名を犀川 凡太郎（さいかわ ぼんたろう）とする。

## 略歴
長野県東筑摩郡中川手村塔ノ原（現安曇野市）に代々庄屋を務めた望月団治の長男として生まれた。旧制松本中学（現長野県松本深志高等学校）に通うが、卒業前に上京して彫刻家の書生になった。その後、高村光雲と藤島武二に師事し、高村の子息高村光太郎は学友。1906年、東京美術学校（現東京藝術大学）西洋画科選科入学。同期は、池部鈞、藤田嗣治、岡本一平などであった。
1910年に選科修了後、旧制野沢中学（現長野県野沢北高等学校）で美術教師になるが、6年で退職。東京で細々と印刷所を経営するが、貧窮。小石川区（現文京区）関口町の一膳飯屋「たぬき」の店主倉沢理一とその妻艶子と知り合って隣に転居。
1915年、印刷所を閉鎖して、神田区猿楽町に氷水屋「へちま」を開業。久板卯之助や渡辺政太郎、和田久太郎など無政府主義者の青年と知遇を得る。またこの年に望月ふく子と結婚。生まれた息子に「明美（あすよし）」と名付けた名付け親は和田であった。
しかし賃料に困って台東区谷中に移転し、「へちま」を一膳飯屋に模様替え。客には若き芸術家、文筆家、辻潤などの民衆運動家が集ったことで有名になったが、多くは貧乏学生で、ツケを踏み倒されることが多くて経営はうまくいかず、結局は店をたたむことになった。
1917年に平民美術協会を設立。平民美術宣言をして、商業主義に反対し、「芸術は売り物ではない」と民衆美術運動を展開。1919年12月から1921年頃まで、大杉栄らと共に美術団体・黒耀会（後に民衆芸術展と改称）を主宰。黒耀会展として4回の展覧会を開催し、これは民衆美術展の先駆と評価されている。また社会主義プロレタリア芸術運動に共鳴したが、大杉栄との共著に『漫文漫画（1922年）』がある。しかし旧交のあった多くのアナキストたちは大正末期に弾圧されてその命を失った。
1927年（昭和2年）、日本紙器會社圖案部、東京同人圖案社を経て、パレツト圖案社を経営。
1928年（昭和3年）、警視庁警務部長としてアナキストを取り締まる立場から読売新聞社社長になった正力松太郎の紹介で、同社に入社。犀川凡太郎の筆名で漫画を描くようになった。1933年に同社を離れてフリーに。新愛知等四社連盟で議会漫画を描いたほか、平凡社でも百科辞典の挿絵などを執筆した。
戦時下の1938年から1939年までは小野佐世男らと爆笑社で漫画雑誌『バクショー』を主宰。これには藤田嗣治も参加した。1945年に疎開のために帰郷して後は、故郷の信州で農民運動、社会漫画などを描いた。
1946年、東筑摩農民組合連合会で組合長となった。1955年から松本松南高等学校（廃校）の美術講師をして美術教育にも携わった。